# Stylephorus
Stylephorus is een monotypisch geslacht van straalvinnige vissen uit de familie van draadstaartvissen (Stylephoridae).

## Soort
- Stylephorus chordatus Shaw, 1791